# 神界：超越无限
《神界：超越无限》（中国大陆又译作）是一款2004年发行的，由Larian Studios开发的角色扮演游戏。本作是神界系列的第二部作品，是神界的后传。
同年又发布了包含《神界》与《神界：超越无限》的豪华版。2009年推出包含更新的数字下载版。

## 剧情
本作的时间线位于《神界》的20年后。玩家所在的圣骑士团在与一个强大的巫师战斗时，被对方召唤出来的恶魔——Samuel消灭，只有玩家被俘后关押在牢房中。牢房中出现一套自称是死亡骑士的盔甲，死亡骑士告诉玩家，Samuel将玩家与死亡骑士的灵魂绑定在了一起，两人必须逃出牢房并找出将灵魂解绑的方法。

## 评价
本作在GameRankings的评分为72.17%，在Metacritic的评分为73/100。